# Білоусівка (Золотоніський район)
Білоу́сівка — село в Україні, у Золотоніському районі Черкаської області. Входить до складу Драбівської селищної громади. Населення — 1650 осіб.

## Географія
Село розташоване на річці Чумгак за 18 км від смт Драбів та за 5 км від залізничної станції Драбове-Барятинське.

## Історія
Білоусівка — старе козацьке поселення, історія якого корінням сягає в XVI століття. Уже в 1650 році на карті Боплана Білоусівка позначена як великий населений пункт із важливим стратегічним значенням.
Назва села, за переказами, походить від першого поселенця козака — пластуна Білоуса. У документах і грамотах наше село згадується як козацьке поселення. 26 січня 1578 року село було пожалуване польському шляхтичу Байбузі разом із усією Лубенщиною аж до кордонів Московської держави. Але через 4 роки канівський староста Вишневецький відбирає ці землі і навічно закріплює їх за собою. Тут боролися повстанці загонів Наливайка. Письменник Іван Ле у романі «Наливайко» згадує Білоусівку. Донині за селом височить могила, у якій лежать повстанці Наливайка. Далі селом володіли переяславський полковник Іван Мирович, полковий осавул Петровський, гусарський поручик Новаковський і граф Петро Завадовський.
У період розвитку торгово-грошових відносин Завадовський значні кошти вкладав у вигідні галузі виробництва.
У Білоусівці було побудовано 2 селітрових заводи, цегельний та 2 кінні заводи. У 1781 році Білоусівка стає волосним селом, куди ввійшло 16 селянських і козацьких общин з населенням 8 874 особи, а ще в селі було 30 вітряків, декілька лавок, щоденний базар і 3 ярмарки на рік.
У 1905—1907 роках у Білоусівці відбувалися виступи селян проти поміщиків.
1923 року в селі створена комуна «Червоний маяк».
У роки Голодомору в селі померло 789 осіб, серед них 72 дітей.
Улітку 1936 року в селі побували голова ВУЦВК Григорій Петровський та секретар КП(б)України Павло Постишев.
В роки радянсько-німецької війни 746 жителів села пішли на фронт, з них 353 нагороджено орденами й медалями, 338 загинули. Їх пам'ять односельці увічнили монументом Слави. За роки окупації гітлерівці зруйнували 4 колгоспи, спалили середню школу, лікарню, більше 130 хат.
Станом на 1972 рік в селі мешкало 1 383 особи, на території села містилася центральна садиба колгоспу ім. Ілліча — господарство м'ясо-молочного та зернового напряму, що використовувало 2,3 тисяч га землі, у тому числі орної — 2,1 тисяч га. Тут діяли відділ Драбівської станції рільництва, торфопідприємство, цегельний завод.
У селі працювали середня та восьмирічна школи, де навчалося 577 учнів, будинок культури на 450 місць, клуб на 180 місць, 5 бібліотек з книжковим фондом понад 20 тисяч примірників, дільнична лікарня з амбулаторією, пологовий будинок, 11 магазинів.

## Мовний склад населення
Рідна мова населення за даними перепису 2001 року:
| Мова       | Чисельність, осіб | Доля     |
| ---------- | ----------------- | -------- |
| Українська | 2 428             | 98,18 %  |
| Російська  | 34                | 1,37 %   |
| Інше       | 11                | 0,45 %   |
| Разом      | 2 473             | 100,00 % |

## Сучасність
За роки незалежності України в селі відбулися радикальні зміни. Все багатство колишньої дослідної станції рільництва переходило із рук в руки і грабувалося.
Нині село відроджується. Прийшли інвестори: СТОВ «Пальміра — Білоусівка» та ФГ «ЮГ», які забезпечують мешканців роботою, відроджують економіку, родючі землі.
У селі є НВК «школа-ліцей», лікарська амбулаторія, 2 дошкільні установи, 2 Будинки культури, аптека, 2 бібліотеки, пошта, філія Ощадбанку, 11 торгових точок, 4 фермерські господарства, організовують свою роботу 32 приватні підприємці.
Село газифіковане (611 будинків), телефонізовано 211 осель, мають центральне водопостачання 31 будинок, далеко не всі вулиці мають тверде покриття.
На території села діє Свято-Покровська парафія Української православної церкви Черкаської і Канівської єпархії. 14 жовтня є храмовим святом.
В селі зареєстровано 540 осіб молоді віком від 14 до 35 років.

## Відомі люди

### Відомі люди з Білоусівки
- Діана Гнатівна Петриненко (до шлюбу Паливода) (8 лютого 1930 р. н.). Народна артистка. Батько Гнат Якович Паливода був головою комуни «Червоний маяк»;
- Надія Іванівна Круковес (1929 року народження). Заслужена вчителька України. Працювала вчителькою Шрамківської ЗОШ;
- Леонід Єгорович Горьовий (1937 року народження) працював довгий час керівником секретаріату Верховної Ради України.
- Вовчинський Григорій Васильович — український лижник, біатлоніст. Заслужений майстер спорту України.

Із села вийшло 35 орденоносців, 13 полковників, 6 докторів і кандидатів сільськогосподарських наук.
- Шевченко Василь Віталійович (1988 — 2017) — український десантник, солдат Збройних сил України, учасник російсько-української війни.
- Йосиф Ільницький (1759—1824) — архімандрит Полтавського Хрестовоздвиженського монастиря, ректор Полтавського духовного училища.

### Жертви сталінських репресій 1937—1938рр.
Розстріляні як вороги народу, згодом реабілітовані:
- ПАВЛИК Федот Федорович, 1897 р., освіта початкова. Проживав у с. Білоусівка. Колгоспник. Заарештований 25 грудня 1937 р. Засуджений Особливою трійкою при УНКВС Полтавської обл. 11 квітня 1938 р. за ст.ст. 54-10 ч. 1, 54-11 КК УРСР до розстрілу з конфіскацією особистого майна. Вирок виконано 31 травня 1938 р. Реабілітований Полтавським обласним судом 12 жовтня 1956 р.[6]
- БИЧЕВИЙ Семен Павлович, 1899 р.н., уродженець с. Стукалівка Полтавської обл, українець, б/п. Мешканець с. Білоусівка, робітник торф, артілі. Трійкою УНКВС по Харківській обл. 10 вересня 1937 р. засуджений до розстрілу. Реабілітований 22 жовтня 1962 р. Черкаським облсудом.[7]
- БАРАБАШ Кирило Омелянович, 1873 р.н., уродженець і мешканець с. Білоусівка Драбівського р-ну, українець, б/п, колгоспник. 11 вересня 1937 р. трійкою УНКВС по Харківській обл. засуджений до розстрілу. Реабілітований 27 липня 1964 р. Черкаським облсудом.[7]
- БЕРЕЖНИЙ Яків Пилипович, 1884 р.н., уродженець і мешканець с. Білоусівка Драбівського р-ну, українець, б/п. Колгоспник. 11 жовтня 1937 р. трійкою УНКВС по Харківській обл. засуджений до розстрілу. Реабілітований 31 серпня 1989 р. Прокурором і УКДБ.
- ГУРЖІЙ Сергій Григорович, 1897 р.н., уродженець і мешканець с. Білоусівка Драбівського р-ну, українець, б/п, тимчасово не працював. 1 жовтня 1937 р. трійкою УНКВС по Харківській обл. засуджений до розстрілу. Реабілітований ЗО липня 1980 згідно з Указом ПВР СРСР від 16 січня 1989 р.
- ДЕСЯТНИК Прокіп Павлович, 1894 р.н., уродженець і мешканець с. Білоусівка Драбівського р-ну, українець, б/п. Тимчасово не працював. 27 грудня 1937 р. трійкою УНКВС по Полтавській обл. засуджений до розстрілу. Реабілітований 7 серпня 1962 р. Черкаським облсудом.
- ЄРЕМЕНКО Костянтин Андрійович, 1907 р.н., уродженець і мешканець с. Білоусівка Драбівського р-ну, українець, б/п, колгоспник. 2 грудня 1937 р. трійкою УНКВС по Полтавській обл. засуджений до розстрілу. Реабілітований 27 квітня 1964 р. Черкаським облсудом.
- ЗІНЧЕНКО Ілько Григорович, 1880 р.н., уродженець і мешканець с. Білоусівка Драбівського р-ну, українець, б/п. Колгоспник. 10 вересня 1937 р. трійкою УНКВС по Харківській обл. засуджений до розстрілу. Реабілітований 3 листопада 1964 р. Черкаським облсудом.
- ЗІНЧЕНКО Семен Михайлович, 1905 р.н., уродженець і мешканець с. Білоусівка Драбівського р-ну, українець, б/п. Хлібороб. 27 грудня 1937 р. трійкою УНКВС по Полтавській обл. засуджений до розстрілу. Реабілітований 28 травня 1964 р. Черкаським облсудом.
- КАЮК Микола Федорович, 1890 р.н., уродженець і мешканець с. Білоусівка Драбівського р-ну, українець, б/п. Колгоспник. 5 вересня 1937 р. трійкою УНКВС Полтавської обл. засуджений до розстрілу. Реабілітований 15 лютого 1967 р. Черкаським облсудом.
- КУЛИК Микита Трохимович, 1907 р.н., уродженець і мешканець с. Білоусівка Драбівського р-ну, українець, б/п. Коваль торфоартілі. 27 грудня 1937 р. трійкою УНКВС по Полтавській обл. засуджений.до розстрілу. Реабілітований 7 серпня 1962 р. Черкаським облсудом.
- КУЛИК Гаврило Антонович, 1897 р.н., уродженець і мешканець с. Білоусівка Драбівського р-ну, українець, б/п. Тимчасово не працював. 27 грудня 1962 р. трійкою УНКВС по Полтавській обл. засуджений до розстрілу: Реабілітований 26 березня 1962 р. Черкаським облсудом
- ЛЕВЧЕНКО Crop Махтеєвич,. 1:882 р.н., уродженець і мешканець с. Білоусівка Драбівського р-ну, українець, б/п. Тимчасово не працював. 2 грудня 1937 р. трійкою УНКВС по Полтавській обл. засуджений до розстрілу. Реабілітований 19 травня 1966 р. Черкаським облсудом.
- НЕРОЗНАК Микита Макарович, 1885 р.н., уродженець і мешканець с. Білоусівка Драбівського р-ну, українець, б/п. Тимчасово не працював. 2 грудня 1937 р. трійкою УНКВС по Полтавській обл. засуджений до розстрілу. Реабілітований 10 червня 1966 р. Черкаським облсудом.
- НЕРОЗНАК Мусій Якович, 1901 р.н., уродженець і мешканець с. Білоусівка Драбівського р-ну, українець, б/п. Колгоспник. 27 грудня 1937 р. трійкою УНКВС по Полтавській обл. засуджений до розстрілу. Реабілітований 28 грудня 1963 р. Черкаським облсудом.
- НЕРОЗНАК Петро Андрійович, 1887 р.н., уродженець і мешканець с. Білоусівка Драбівського р-ну, українець, б/п. Колгоспник. 27 грудня 1937 р. трійкою УНКВС по Полтавській обл. засуджений до розстрілу. Реабілітований ЗО березня 1964 р. Черкаським облсудом.
- НЕРОЗНАК Іван Ларіонович, 1888 р.н., уродженець і мешканець с. Білоусівка Драбівського р-ну, українець, б/п. Робітник радгоспу. 27 грудня 1937 р. трійкою УНКВС по Полтавській обл. засуджений до розстрілу. Реабілітований ЗО березня 1964 р. Черкаським облсудом.
- НЕРОЗНАК Семен Якович, 1903 р.н., уродженець і мешканець с. Білоусівка Драбівського р-ну, українець, б/п. Колгоспник. 5 грудня 1937 р. трійкою УНКВС по Полтавській обл. засуджений до розстрілу. Реабілітований 27 липня 1964 р. Черкаським облсудом.
- НЕРОЗНАК Василь Власович, 1893 р.н., уродженець і мешканець с. Білоусівка Драбівського р-ну, українець, б/п. Колгоспник. 2 грудня 1937 р. трійкою УНКВС по Полтавській обл. засуджений до розстрілу. Реабілітований ЗО березня 1964 р. Черкаським облсудом.
- ПАВЛИК Сергій Абрамович, 1888 р.н., уродженець і мешканець с. Білоусівка Драбівського р-ну, українець, б/п. Тимчасово не працював. 5 грудня 1937 р. трійкою УНКВС по Полтавській обл.засуджений до розстрілу. Реабілітований 25 травня 1989 р. Черкаським облсудом.
- ПАВЛИК Микола Сергійович, 1908 р.н., уродженець і мешканець с. Білоусівка Драбівського р-ну, українець, б/п. Тимчасово не працював. 27 грудня 1937 р. трійкою УНКВС по Полтавській обл. засуджений до розстрілу. Реабілітований 2 вересня 1989 р. Прокурором і УКДБ Черкаської обл.
- ПАВЛИК Остап Федорович, 1885 р.н., уродженець і мешканець с. Білоусівка Драбівського р-ну, українець, б/п. Хлібороб. 10 вересня 1937 р. трійкою УНКВС по Харківській обл. засуджений до розстрілу. Реабілітований 4 липня 1989 р. згідно з Указом ПВР СРСР від 16 січня 1989 р.
- РАДЧЕНКО Кузьма Васильович, 1888 р.н., уродженець і мешканець с. Білоусівка Драбівського р-ну, українець, б/п. Приватний кравець. 2 грудня 1937 р. трійкою УНКВС по Полтавській обл. засуджений до розстрілу. Реабілітований 19 травня 1966 р. Черкаським облсудом.
- РАДЧЕНКО Іван Іванович, 1905 р.н., уродженець і мешканець с. Білоусівка Драбівського р-ну, українець, б/п. Колгоспник. 29 грудня 1937 р. трійкою УНКВС по Полтавській обл. засуджений до розстрілу. Реабілітований 25 травня 1989 р. згідно з Указом ПВР СРСР від 16 січня 1989 р.
- РАДЧЕНКО Іван Степанович, 1882 р.н., уродженець і мешканець с. Білоусівка Драбівського р-ну, українець, б/п. Колгоспник. 10 вересня 1937 р. трійкою УНКВС по Харківській обл. засуджений до розстрілу. Реабілітований 17 травня 1989 р. Черкаським облсудом.
- ХАВРОНИЧ Гаврило Іванович, 1893 р.н., уродженець і мешканець с. Білоусівка Драбівського р-ну, українець, б/п. Робітник торфартілі. 2 грудня 1937 р. трійкою УНКВС по Полтавській обл. засуджений до розстрілу. Реабілітований 5 лютого 1963 р. Черкаським облсудом.
- ЧАЛИЙ Кузьма Сергійович, 1889 р.н., уродженець і мешканець с. Білоусівка Драбівського р-ну, українець, б/п. Колгоспник. 27 грудня 1937 р. трійкою УНКВС по Полтавській обл. засуджений до розстрілу. Реабілітований 27 липня 1964 р. Черкаським облсудом.

Невинно позбавлені волі:
- БАРАБАШ Григорій Омелянович, 1894 р.н, українець. Завгосп. 10 вересня 1937 р. трійкою УНКВС по Харківській обл. засуджений до 10 р. ВТТ. Реабілітований 4 березня 1961 р.
- БЕРЕЖНИЙ Петро Омелянович, 1915 р.н, українець. Колгоспник. 13 квітня 1939 р. ВТ Харківського ВО засуджений до 8 р. ВТТ. Реабілітований 28 листопада 1964 р.
- БЕРЕЖНИЙ Омелян Митрофанович, 1891 р.н, українець. Не працював. 1 жовтня 1937 р. трійкою УНКВС по Полтавській обл. засуджений до 10 р. ВТТ. Реабілітований 3 лютого 1989 р.
- БАС Яків Свиридонович, 1880 р.н, українець. Не працював. 19 жовтня 1937 р. трійкою УНКВС по Полтавській обл. засуджений до 10 р. ВТТ. Реабілітований 19 січня 1989 р.
- БАРАБАШ Лаврентій Панасович, 1888 р.н, українець. Землероб. 7 грудня 1932 р. трійкою ДПУ УРСР засуджений до 5 р. ВТТ. Реабілітований 29 листопада 1989 р.
- ВОВЧИНСЬКИЙ Ігор Іванович, 1884 р.н, українець. Землероб. 25 жовтня 1932 р. ОН ДПУ УРСР засуджений до 3 р. Реабілітований 16 січня 1989 р.
- ВІТЕР Федот Семенович, 1881 р.н, українець. Не працював. 4 грудня 1937 р. трійкою УНКВС по Полтавській обл. засуджений до 10 р. ВТТ. Реабілітований 16 березня 1960 р.
- ВОВЧАНСЬКИЙ Микола Ігорович, 1910 р.н, українець. Землероб. 25 жовтня 1931 р. ОН колегії ДПУ УРСР засуджений до 3 р. ВТТ. Реабілітований 25 серпня 1989 р.
- ГОРОБЕЦЬ Петро Михайлович, 1893 р.н, українець. Робітник. 19 жовтня 1937 р. трійкою УНКВС по Харківській обл. засуджений до 10 р. ВТТ. Реабілітований 18 серпня 1962 р.
- ГАПЧЕНКО Михайло Степанович, 1907 р.н, українець. Бухгалтер. 30 листопада 1937 р. трійкою УНКВС по Полтавській обл. засуджений до 8 р. ВТТ. Реабілітований 14 вересня 1989 р.
- ДЕСЯТНИК Іван Павлович, 1906 р.н, українець. Колгоспник. 5 грудня 1937 р. трійкою УНКВС по Полтавській обл. засуджений до 10 р. ВТТ. Реабілітований 15 грудня 1988 р.
- ЖАЛОБЕЦЬКИИ Григорій Васильович, 1910 р.н, українець. Робітник. 23 листопада 1937 р. трійкою УНКВС по Полтавській обл. засуджений до 8 р. ВТТ. Реабілітований 2 серпня 1960 р.
- ЖЕЛІЗНЯК Григорій Петрович, 1891 р.н, українець. Робітник. 5 грудня 1937 р. трійкою УНКВС по Полтавській обл. засуджений до 10 р. ВТТ. Реабілітований 3 жовтня 1967 р.
- ЗІНЧЕНКО Трохим Михайлович, 1900 р.н, українець. Землероб. 29 травня 1930 р. трійкою ДПУ УРСР засуджений до 5 р. ВТТ. Реабілітований 25 серпня 1989 р.
- КУЛИК Федір Давидович, 1876 р.н, українець. Колгоспник. 5 грудня 1937 р. трійкою УНКВС/ю Полтавській обл. засуджений до 8 р. ВТТ. Реабілітований 24 вересня 1966 р.
- КУЛИК Гнат Федорович, 1907 р.н, українець. Колгоспник. 5 грудня 1937 р. трійкою УНКВС по Полтавській обл. засуджений до 8 р. ВТТ. Реабілітований 11 травня 1967 р.
- КУЛИК Григорій Михайлович, 1907 р.н., українець. Робітник. 19 листопада 1937 р. трійкою УНКВС по Полтавській обл. засуджений до 10 р. ВТТ. Реабілітований 28 червня 1963 р.
- КАЮК Мусій Іванович, 1911 р.н, українець. Не працював. 19 жовтня 1937 р. трійкою УНКВС по Харківській обл. засуджений до 10 р. ВТТ. Реабілітований 31 березня 1966 р.
- ЛЕВЧЕНКО Василь Андрійович, 1910 р.н, українець. Робітник торфкопу. 23 листопада 1937 р. трійкою УНКВС по Полтавській обл. засуджений до 10 р. ВТТ. Реабілітований 3 лютого 1979 р.
- НЕРОЗНАК Трохим Йосипович, 1900 р.н, українець. Не працював. 5 грудня 1937 р. трійкою УНКВС по Полтавській обл. засуджений до 10 р. ВТТ. Реабілітований 12 червня 1963 р.
- ОЛІЙНИК Захар Федотович, 1910 р.н, українець. Колгоспник. 23 листопада 1937 р. трійкою УНКВС по Полтавській обл. засуджений до 8 р. ВТТ. Реабілітований 3 лютого 1989 р.
- ОЛІЙНИК Федір Пилипович, 1905 р.н, українець. Не працював. 4 лютого 1933 р. ОН ДПУ УРСР засуджений до 3 р. ВТТ. Реабілітований 20 жовтня 1965 р.
- ПОТАПЕНКО Тимофій Іванович, 1895 р.и, українець. Бухгалтер колгоспу. 29 вересня 1937 р. трійкою УНКВС по Харківській обл. засуджений до 10 р. ВТТ.Реабілітований 20 жовтня 1965 р.
- ПАВЛИК Гнат Іванович, 1894 р.н, українець. Колгоспник. 17 листопада 1937 р. трійкою УНКВС по Полтавській обл. засуджений до 10 р. ВТТ. Реабілітований 19 лютого 1964 р.
- РАДЧЕНКО Кирило Васильович, 1890 р.н, українець. Робітник торфкопу. 29 листопада 1937 р. трійкою УНКВС по Полтавській обл. засуджений до 10 р. ВТТ. Реабілітований 12 листопада 1959 р.
- ФЕДОРЕНКО Іван Корнійович, 1894 р.н, українець. Землероб. 26 квітня 1930 р. трійкою ДПУУРСР засуджений до 5 р. ВТТ. Реабілітований 19 червня 1989 р.[7]

## Галерея

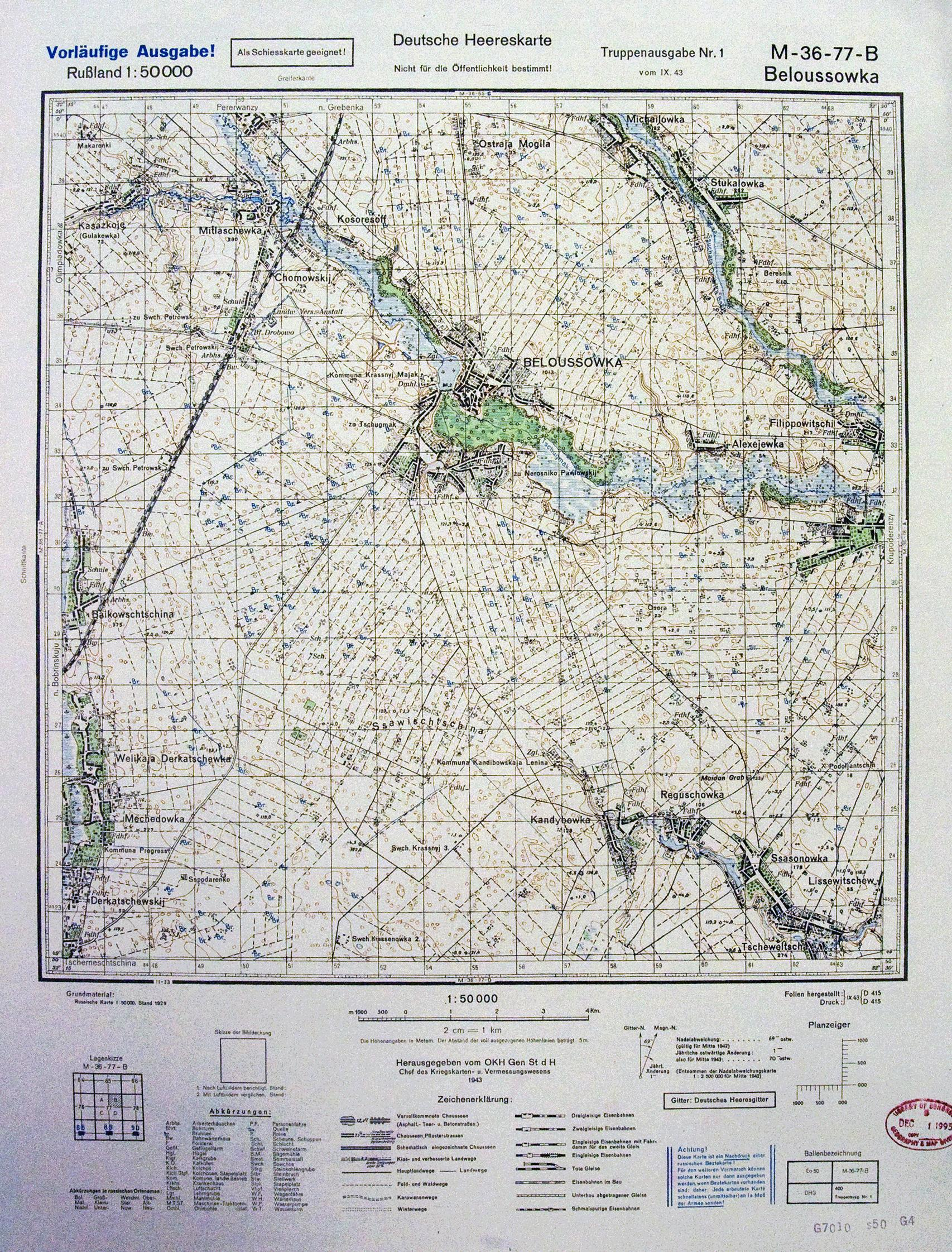
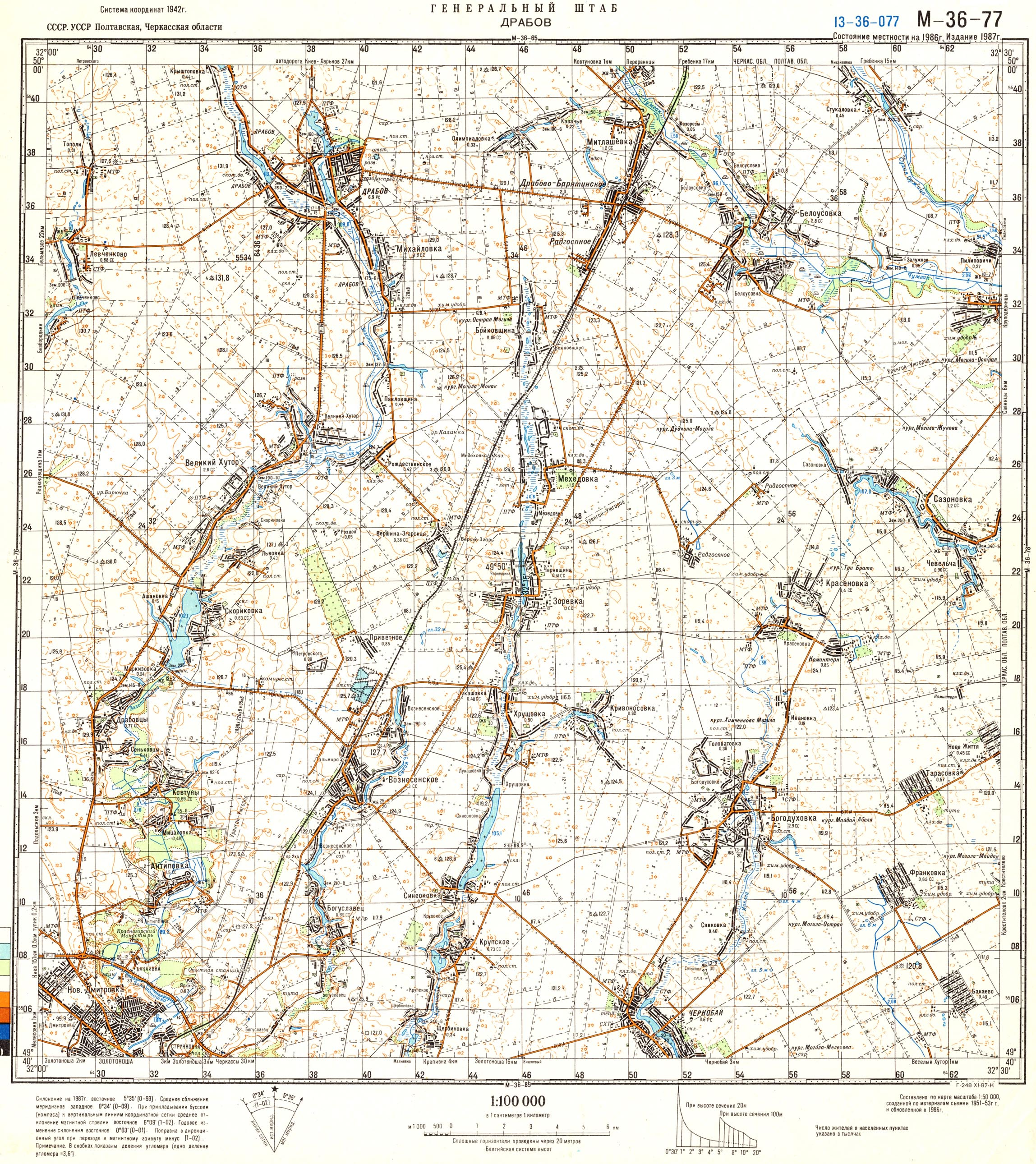
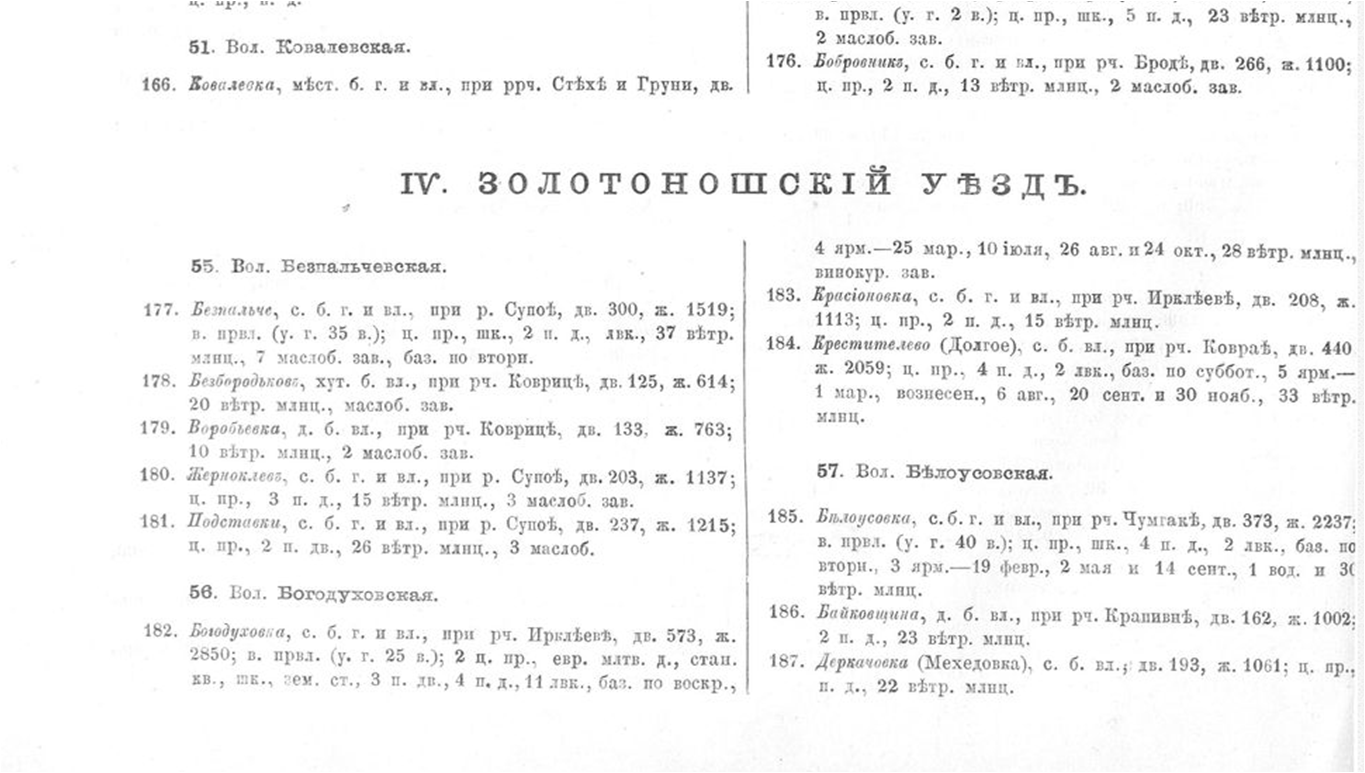

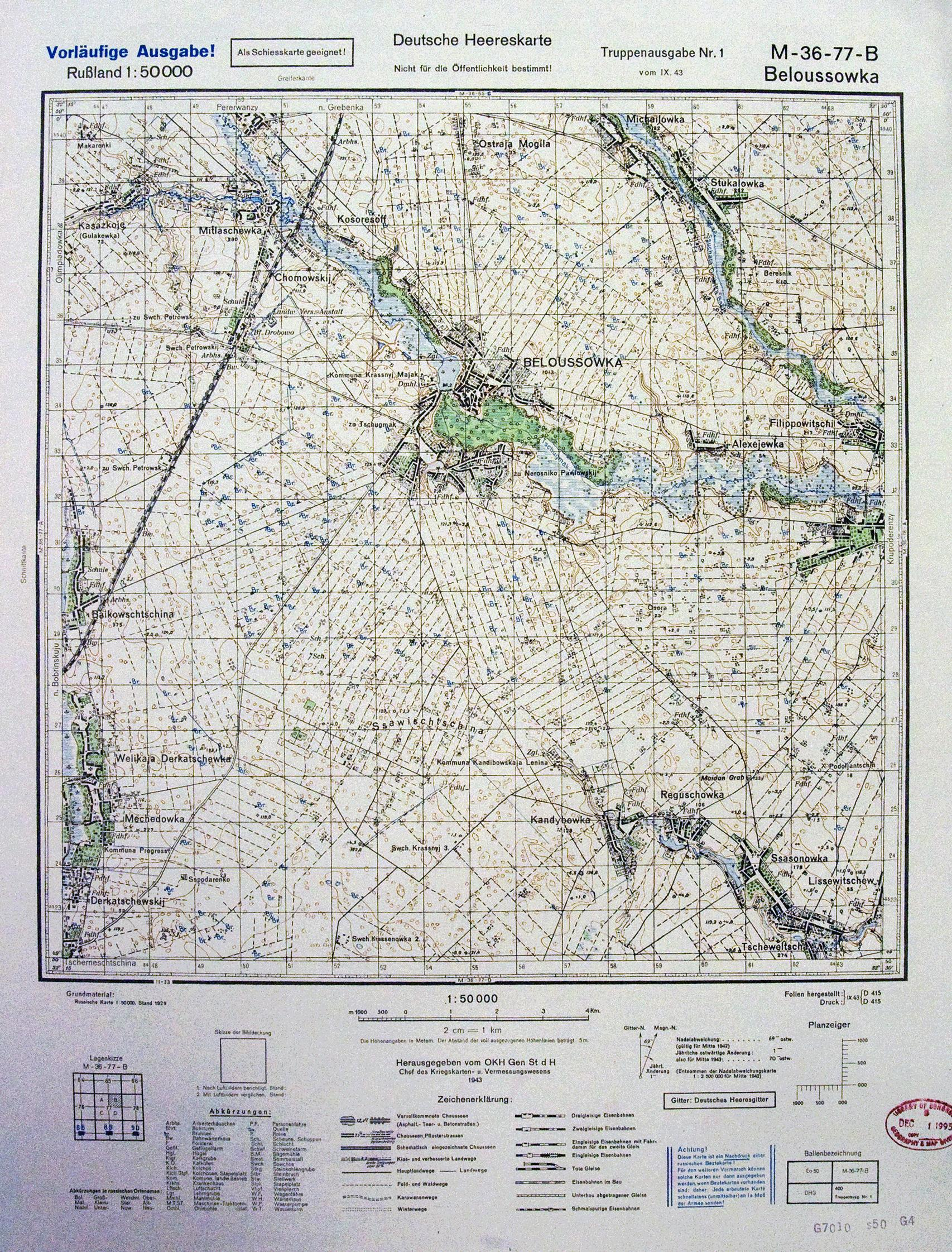
Карта с. Білоусівки 1940х років. виготовлена німецькою розвідкою

## Джерела

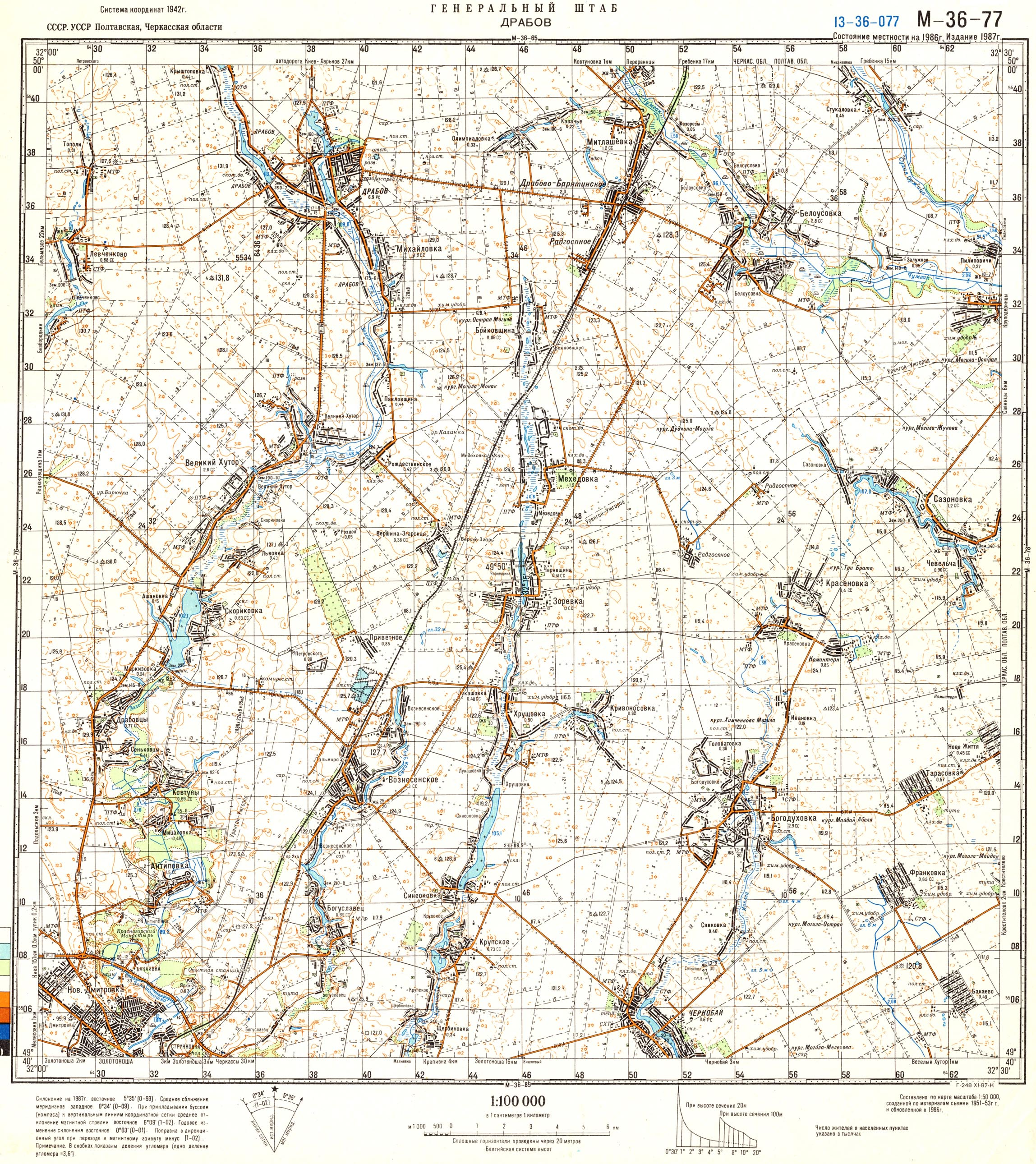
Карта с. Білоусівки (Черкаська обл), 1987 рік